# Óscar Ricardo Rojas
Óscar Ricardo Rojas García (nacido el 5 de febrero de 1988, en Ciudad de México, D.F., México), es un futbolista mexicano, juega de Lateral derecho y actualmente se encuentra en el Deportivo Toluca FC de la Liga MX.

## Trayectoria
Lo debutó Ricardo Ferretti con Pumas en el Clausura 2009 al enviarlo al campo en el minuto 80 por Fernando Espinosa, jugando contra Atlas en el Estadio Jalisco.
Llegó al Atlante en el Apertura 2011 y desde ahí se ha convertido en un jugador importante para la institución. 

## Clubes
| Club                        | País   | Año             |
| --------------------------- | ------ | --------------- |
| Club Universidad Nacional   | México | 2008 - 2011     |
| Club de Fútbol Atlante      | México | 2011 - 2013     |
| Deportivo Toluca            | México | 2015 - 2018     |
| Tiburones Rojos de Veracruz | México | 2018 - Presente |